# Immercenary
Immercenary, distribuito in Giappone come Perfect World, è un videogioco d'azione pubblicato nel 1995 da Electronic Arts per 3DO Interactive Multiplayer.

## Trama
Nei panni di Number 5, bisogna sconfiggere Perfect1 per conto della Project for Intertemporal Communication (PIC), affrontando creature note come Rithms.

## Modalità di gioco
Immercenary è un incrocio tra un videogioco di ruolo e uno sparatutto in prima persona, in stile Wolfenstein 3D, con elementi tipici dei MMORPG.